# Eutropis clivicola
Eutropis clivicola (мабуя Інгера) — вид сцинкоподібних ящірок родини сцинкових (Scincidae). Ендемік Індії.

## Поширення і екологія
Мабуї Інгера мешкають в штаті Керала на півдні Індії. Вони живуть у вологих тропічних лісах та на плантаціях. Зустрічаються на висоті від 260 до 350 м над рівнем моря.

## Збереження
МСОП класифікує цей вид як такий, що перебуває під загрозою зникнення. Eutropis clivicola загрожує знищення природного середовища.